# Pelly Ruddock Mpanzu
Pelly Ruddock Mpanzu (født 22. marts 1994) er en engelsk-congolesisk professionel fodboldspiller, som spiller for Premier League-klubben Luton Town og DR Congos landshold. Han blev ved Luton Towns oprykning til Premier League i 2023 den første spiller nogensinde, til at have spillet i alle Englands fem øverste fodboldrækker for en klub.

## Klubkarriere

### Tidlige karriere
Mpanzu begyndte sin karriere hos Boreham Wood, og gjorde sin førsteholdsdebut i 2011. Efter en succesfuld prøvetræning, så skiftede han i december 2011 til West Ham United. Han debuterede for West Hams førstehold den 29. oktober 2013 i en League Cup kamp imod Burnley.

### Luton Town
Mpanzu skiftede i november 2013 til Luton Town, som på tidspunktet spillede i Conference Premier, den femtebedste række i England, på en lejeaftale. Efter at have imponeret på lån, så skiftede han i januar 2014 til holdet på en fast aftale. Hans debutsæson endte med at Luton sikkrede sig oprykning til League Two efter fem år udenfor Football League systemet.
Efter at have måtte side ud store dele af 2014-15 sæsonen med skader, så blev han etableret sig som en fast del på holdet. Luton nåede i 2016-17 sæsonen til oprykningsslutspil finalen, men tabte her til Blackpool. De opfulgte denne skuffelse ved at sikre sig to oprykninger i streg over de næste to sæsoner. I 2017-18 rykkede de op i League One og i 2018-19 rykkede op i Championship.
Mpanzu spillede den 28. januar 2023 sin kamp nummer 350 for Luton. Luton kom på tredjepladsen i 2022-23 sæsonen, og kom hermed i oprykningsslutspillet. De kom her til finalen, hvor at Luton slog Coventry City på straffesparkskonkurrence. Hermed blev Mpanzu den første spiller nogensinde, til at have spillet i alle Englands fem øverste fodboldrækker for en klub.

## Landsholdskarriere
Mpanzu er født i England, og er af congolesisk afstamning. Han blev i maj 2021 for første gang inkluderet på DR Congos landshold.

## Titler
Luton Town
- EFL League One: 1 (2018-19)
- Conference Premier: 1 (2013-14)

Individuelle
- Luton Town Player of the Season: 1 (2019-20)